# بهمن
بهمن (در فارسی دری: دلو) یازدهمین ماه سال در گاه‌شماری هجری خورشیدی است و همواره ۳۰ روز دارد و از روز ۳۰۷م سال آغاز شده و در روز ۳۳۶م سال پایان می‌یابد. بهمن دومین ماه فصل زمستان است.
برج فلکی بهمن‌ماه برج دلو (آبریز) است که یازدهمین برج فلکی از دائرةالبروج است. نماد برج بهمن، آبریز نامیده می‌شود. عنصر این برج هوا است.
در گاه‌شماری رسمی ایران نام این ماه از نام ماه یازدهم گاه‌شماری اوستایی نو برگرفته شده‌است. در گاه‌شماری زرتشتی دومین روز هر برج نیز بهمن نام دارد و در بهمن‌روز از بهمن‌ماه، جشن بهمنگان برگزار می‌شود. ایزد این ماه امشاسپند بهمن است.
امشاسپند بهمن، در اسطوره‌های ایرانی و زرتشتی، نخستین و والاترین امشاسپند و سردمدار امشاسپندان است. او ایزد نگهبان مردم، چراگاه‌ها و چارپایان است. وهومن نزدیک‌ترین امشاسپند نزد اهورامزدا است

## واژه‌شناسی
امشاسپند بهمن در اوستا وَهومنه و در پهلوی وَهومن نامیده می‌شود. بخش نخست نامش وهو (ونگهو) که صفت است به معنی خوب ونیک، و بخش دوم مَنه به معنی اندیشیدن، شناخت و تفکر، که در فارسی منش شده‌است. پس واژه وهومنه یا بهمن در مجموع به معنی به‌منش و نیک‌نهاد است.

## رویدادها
- ۱۲۸۶ - تصویب نخستین قانون مطبوعات در مجلس شورای ملی
- ۱۳۲۴ - تأسیس جمهوری کردستان به رهبری قاضی محمد در شهر مهاباد
- ۱۳۲۷ - تیراندازی به محمدرضا پهلوی در دانشگاه تهران و زخمی شدن وی[نیازمند منبع]
- ۱۳۴۵ - خاکسپاری فروغ فرخزاد در گورستان ظهیرالدوله تهران
- ۱۳۴۹ - حمله به پاسگاه سیاهکل توسط چریک‌های فدایی خلق
- ۱۳۵۶ ‐ تظاهرات ۲۹ بهمن تبریز به مناسبت چهلم قیام قم[۱]
- ۱۳۵۷ - بازگشت سید روح‌الله خمینی به ایران پس از پانزده سال تبعید[۲]
- ۱۳۵۷ - پیروزی انقلاب ایران و پایان نظام شاهنشاهی در ایران[۲]
- ۱۳۵۷ - دیدار جمعی از پرسنل نیروی هوایی ایران با روح‌الله خمینی و اعلام همبستگی آن‌ها با انقلاب اسلامی و رهبر آن
- ۱۳۵۷ - انتخاب دولت موقت انقلاب اسلامی
- ۱۳۵۷ - انتخاب مهدی بازرگان به عنوان نخست‌وزیر موقت ایران
- ۱۳۵۸ - انتخابات نخستین دورهٔ ریاست جمهوری اسلامی ایران[۱]
- ۱۳۶۰ - واقعه ۶ بهمن آمل
- ۱۳۶۰ - کشته شدن اشرف ربیعی و موسی خیابانی در یک خانه تیمی سازمان مجاهدین خلق در تهران
- ۱۳۶۱ - آغاز عملیات والفجر مقدماتی
- ۱۳۶۳ - انجام دومین عملیات هوایی عراق برای نابودی نیروگاه اتمی بوشهر
- ۱۳۶۵ - بمباران دو مدرسهٔ دخترانه در میانه در استان آذربایجان شرقی توسط عراق بعثی
- ۱۳۶۵ - تغییر رسمی نام باشگاه فوتبال پرسپولیس تهران به پیروزی
- ۱۳۶۶ - تشکیل شورای گسترش زبان و ادبیات فارسی در ایران
- ۱۳۶۶ - تأسیس فرهنگستان علوم جمهوری اسلامی ایران
- ۱۳۶۶ - تشکیل مجمع تشخیص مصلحت نظام
- ۱۳۶۷ - صدور فتوای روح‌الله خمینی مبنی بر ارتداد سلمان رشدی نویسندهٔ کتاب آیات شیطانی[۱]
- ۱۳۸۲ - انفجار قطار نیشابور که سبب مرگ دست کم ۲۹۵ تن شد.[۳]
- ۱۳۸۷ - سقوط هواپیمای مسافربری ایران ۱۴۰ در حوالی فرودگاه شاهین شهر
- ۱۳۸۷ - پرتاب موفقیت‌آمیز ماهواره امید
- ۱۳۸۸ - تظاهرات هواداران جنبش سبز در ۲۲ بهمن ۱۳۸۸
- ۱۳۸۸ - عملیاتی‌شدن ناوشکن جماران
- ۱۳۸۹ - برکناری اکبر هاشمی رفسنجانی از ریاست مجلس خبرگان
- ۱۳۸۹ - اعتراضات جنبش سبز در ۲۵ بهمن ۱۳۸۹
- ۱۴۰۲ - شکست تیم ملی فوتبال ایران از قطر در مرحله نیمه‌نهایی جام ملت‌های آسیا ۲۰۲۳

## زادروزها
- ۱۲۸۱ - صادق هدایت، نویسنده و مترجم، (د. ۱۳۳۰)
- ۱۲۸۵ - احمد بیرشک، ریاضیدان و نویسنده
- ۱۲۹۰ - ارتشبد غلامرضا ازهاری، از فرماندهان ارتش شاهنشاهی ایران قبل از انقلاب بود.
- ۱۲۹۱ - تقی ظهوری، بازیگر
- ۱۲۹۱ - مجید وفادار، آهنگساز و نوازنده ویولن
- ۱۲۹۶ - حسین فاطمی، سیاستمدار
- ۱۲۹۷ - امیرعباس هویدا، نخست‌وزیر ایران
- ۱۲۹۷ - لطف‌الله صافی گلپایگانی، مرجع تقلید
- ۱۲۹۸ - مرتضی مطهری، نویسنده و استاد دانشگاه[۴] و پس از انقلاب به ریاست شورای انقلاب منصوب شد.[۵]
- ۱۲۹۹ - لطفعلی عسکرزاده، بنیان‌گذار نظریهٔ منطق فازی
- ۱۳۰۴ - عبدالکریم موسوی اردبیلی، مرجع تقلید شیعه
- ۱۳۰۶ - منوچهر خسروداد، فرمانده هوانیروز
- ۱۳۰۸ - محمود فرشچیان، نقاش
- ۱۳۰۹ - محمد علی فردین، بازیگر و کارگردان
- ۱۳۱۱ -صدیقه کیانفر، بازیگر سینما و تلویزیون (د. ۱۳۹۹)
- ۱۳۱۱ - فرامرز پایور، نوازنده سنتور، آهنگساز و مؤلف موسیقی
- ۱۳۱۳ - علی نصیریان، بازیگر
- ۱۳۱۸ - غلامحسین امیرخانی، خوشنویس
- ۱۳۲۱ - ناصر ممدوح، دوبلور و بازیگر ایرانی
- ۱۳۲۳ - خسرو گلسرخی، مبارز و شاعر
- ۱۳۲۳ - محمد محمدی اشتهاردی، مفسر قرآن، نویسنده و محقق
- ۱۳۲۴ - پیروز مجتهدزاده، جغرافی‌دان، محقق و کارشناس مسائل سیاسی
- ۱۳۲۴ - منصور پورحیدری، بازیکن فوتبال
- ۱۳۲۵ - غزاله علیزاده، داستان‌نویس
- ۱۳۲۶ - داود کریمی، از فرماندهان ایرانی جنگ ایران و عراق
- ۱۳۲۸ - محمد شیری، بازیگر
- ۱۳۲۹ - داریوش اقبالی، خواننده
- ۱۳۲۹ - فریدون فروغی، خواننده و آهنگساز
- ۱۳۲۹ - صادق نوجوکی، موسیقی دان، آهنگساز و تنظیم‌کننده
- ۱۳۳۵ - شهریار مندنی‌پور، نویسنده
- ۱۳۴۱ - فریبا وفی، داستان‌نویس
- ۱۳۴۱ - رؤیا نونهالی، بازیگر
- ۱۳۴۵ - رضا میرکریمی، کارگردان، تهیه‌کننده و فیلمنامه‌نویس
- ۱۳۴۷ - فلور نظری، بازیگر
- ۱۳۴۸ - علیرضا عصار، خواننده
- ۱۳۴۹ - آرش حجازی، نویسنده و مترجم
- ۱۳۵۱ - شادمهر عقیلی، آهنگساز، نوازنده و خواننده
- ۱۳۵۱ - علیرضا قربانی، خواننده
- ۱۳۵۲ - شهاب حسینی، بازیگر
- ۱۳۵۸ - سمیرا مخملباف، کارگردان
- ۱۳۶۰ - ستار زارع، بازیکن فوتبال
- ۱۳۶۱ - حامد همایون، خواننده و آهنگساز
- ۱۳۶۳ - محمدرضا امیرصادقی، بازیگر و کارگردان
- ۱۳۶۶ - ساعد سهیلی، بازیگر
- ۱۳۶۷ - مهرداد صدیقیان، بازیگر
- ۱۳۷۰ - حمید هیراد، خواننده و آهنگساز
- ۱۳۷۱ - مهدی کیانی، بازیگر
- ۱۳۷۷ - وحید نعیم ، کارگردان

## درگذشت‌ها
- ۱۲۷۶ - محمد اشرفی، مرجع تقلید و فقیه شیعه
- ۱۳۱۲ - عارف قزوینی، شاعر
- ۱۳۱۸ - تقی ارانی، از اعضای ۵۳ نفر (ز. ۱۲۸۵)
- ۱۳۳۹ - مهوش، خواننده
- ۱۳۴۳ - حسنعلی منصور، نخست‌وزیر ایران
- ۱۳۴۳ - نظام وفا آرانی، استاد نیما یوشیج
- ۱۳۴۴ - اسماعیل امیرخیزی، نویسندهٔ ایرانی و از رجال انقلاب مشروطه ایران
- ۱۳۴۵ - فروغ فرخزاد، شاعر
- ۱۳۴۸ - حسن تقی‌زاده، از رهبران انقلاب جنبش مشروطه ایران
- ۱۳۵۲ - خسرو گلسرخی، شاعر
- ۱۳۵۳ - محمد قریب، پزشک
- ۱۳۵۵ - مجتبی مینوی، نویسنده و پژوهشگر
- ۱۳۵۷:
  - منوچهر خسروداد، فرمانده هوانیروز
  - رضا ناجی (سرلشکر)، فرماندار نظامی اصفهان
  - نعمت‌الله نصیری، رئیس ساواک
  - مهدی رحیمی، فرماندار نظامی تهران
- ۱۳۶۰ - موسی خیابانی و اشرف ربیعی
- ۱۳۶۲ - ارتشبد غلامعلی اویسی، ارتشبد نیروی زمینی شاهنشاهی
- ۱۳۷۳ -  عباس زریاب خویی، مترجم، مورخ و کتاب‌شناس (ز. ۱۲۹۸)
- ۱۳۷۵ - بزرگ علوی، نویسنده
- ۱۳۷۸ - نادر نادرپور، شاعر
- ۱۳۸۱ - رضا ژیان، بازیگر، کارگردان و فیلمنامه‌نویس
- ۱۳۸۲ - عماد خراسانی، شاعر (زادهٔ ۱۳۰۰)
- ۱۳۸۵ - پرویز یاحقی، آهنگساز و نوازنده (ز. ۱۳۱۵)
- ۱۳۸۶ - محمد خشنودی، استاد و عضو هیئت علمی دانشگاه سیستان و بلوچستان
- ۱۳۸۶ - ژازه طباطبایی'، نقاش، شاعر و مجسمهساز[۶]
- ۱۳۸۷ - عبدالمحمد نظام الاسلامی، نماینده مجلس شورای اسلامی
- ۱۳۸۸ - محمدرضا علی زمانی و آرش رحمانی پور
- ۱۳۹۹ - مهرداد میناوند، بازیکن فوتبال
- ۱۳۹۹ - علی انصاریان، بازیکن فوتبال

## مناسبت‌ها
- جشن نوسره
- دهه فجر
- جشن میانه زمستان
- روز نیروی هوایی
- پیروزی انقلاب اسلامی
- جشن بادروزی
- جشن بهمنگان
- جشن سده